# I. e. 40
Évszázadok: i. e. 2. század – i. e. 1. század – 1. század
Évtizedek: i. e. 90-es évek – i. e. 80-as évek – i. e. 70-es évek – i. e. 60-as évek – i. e. 50-es évek – i. e. 40-es évek – i. e. 30-as évek – i. e. 20-as évek – i. e. 10-es évek – i. e. 1-es évek – 1-es évek
Évek: i. e. 45 –  i. e. 44 – i. e. 43 – i. e. 42 –  i. e. 41 – i. e. 40 – i. e. 39 – i. e. 38 – i. e. 37 – i. e. 36 – i. e. 35

## Események

### Róma
- Cnaeus Domitius Calvinust (másodszor) és Caius Asinius Polliót választják consulnak. Még az év vége előtt mindkét consul lemond; helyüket Lucius Cornelius Balbus és Publius Canidius Crassus veszi át.
- A perusiai háborúban Lucius Antonius két hónapos ostrom után szabad elvonulásért cserébe megadja magát Octavianusnak és Marcus Vipsanius Agrippának. Perusia városának vezetőit azonban lázadásuk miatt kivégzik, a polgárokat kitelepítik, a várost felgyújtják. A lázadásban részt vevő Fulvia (Marcus Antonius felesége) Görögországba menekül.
- A pártusokhoz menekült köztársaságpárti Quintus Labienus meggyőzi II. Oródész királyt, hogy támadja meg a védtelenül maradt Syria provinciát. A syriai római helyőrségek jelentős része átpártol Labienushoz. Lucius Decidius Saxa syriai helytartó Apameánál csatát veszít és Antiochiába menekül, de a város – miután a pártusok körülveszik – megadja magát. A pártus sereg két részre oszlik: az egyik Labienusszal északra vonul és elfoglalja Kis-Ázsia déli tengerparti városait, míg a másik Pakorosz herceg (Oródész király fia) vezetésével meghódítja egész Syriát (Türosz kivételével) és Júdeát.
- A pártusok Júdeában megdöntik a Róma-barát II. Hürkanosz uralmát és II. Antigonoszt ültetik az ország élére. Antigonosz leharapja nagybátyja, Hürkanosz fülét, hogy alkalmatlanná tegye a főpapi és királyi tisztségre. Hürkanosz két főminisztere közül Phaszaéloszt elfogják és öngyilkos lesz; öccse, Heródes Rómába menekül, ahol a szenátus kinevezi Júdea királyává.
- Az Alexandriában telelő Marcus Antonius csak késve reagál a perusiai lázadás és a pártus támadás hírére és látva Syria és Júdea elvesztét, előbb Görögországba, majd Itáliába hajózik, ahol ostrom alá veszi Brundisiumot.
- A Szicíliát megszállva tartó Sextus Pompeius alvezére, Menas elfoglalja Szardíniát és Korzikát. Octavianus szövetséget köt Pompeiusszal Antonius ellen és feleségül veszi rokonát, Scriboniát.
- Sziküónban megbetegszik és meghal Antonius felesége, Fulvia. Octavianus és Antonius tárgyalásokat kezdenek és megkötik a brundisiumi egyezményt, amelyben felosztják a birodalmat a triumvirek között: Octavianusé a Nyugat (Itália, Gallia, Nyugat-Balkán), Antoniusé a Kelet (Kelet-Balkán, Kis-Ázsia, Szíria), Lepidusé pedig a Dél (Africa és Hispánia). A szerződés megerősítésére Antonius feleségül veszi Octavianus nővérét, Octaviát.

## Születések
- Kleopátra Szeléné és Alexander Héliosz, VII. Kleopátra és Marcus Antonius ikrei.
- II. Ariobarzanész, örmény király

## Halálozások
- Caius Claudius Marcellus római politikus, Octavia első férje.
- Fulvia Antonia, Marcus Antonius első felesége.
- Philodémosz, görög filozófus

## Fordítás
- Ez a szócikk részben vagy egészben  a(z)   40 av. J.-C. című francia Wikipédia-szócikk ezen változatának fordításán alapul.  Az eredeti cikk szerkesztőit annak laptörténete sorolja fel. Ez a jelzés csupán a megfogalmazás eredetét és a szerzői jogokat jelzi, nem szolgál a cikkben szereplő információk forrásmegjelöléseként.